# Гроут

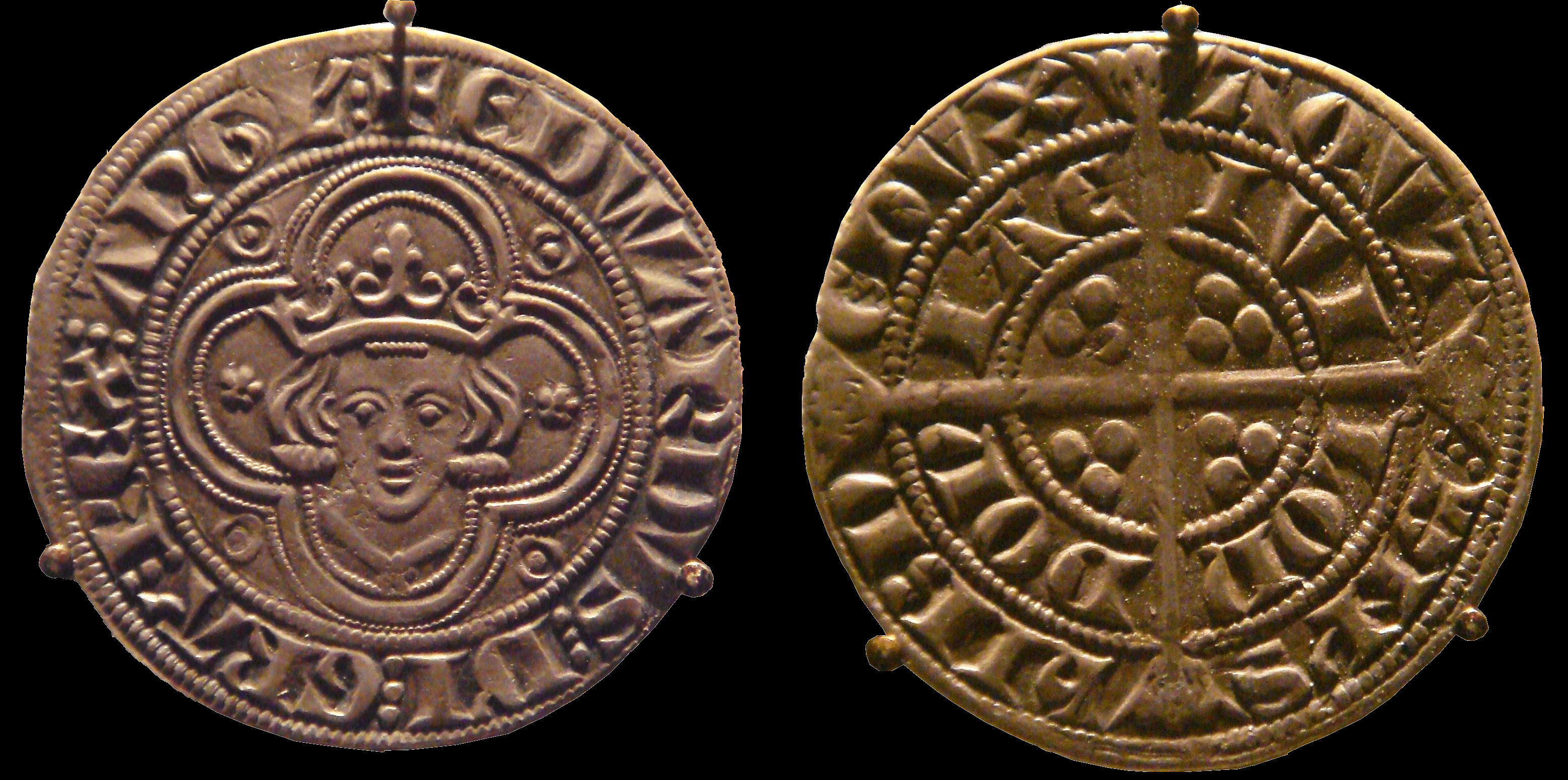
Гроут Едуарда I

Гроут (англ. groat) — назва англійської, ірландської, а надалі британської срібної монети в 4 пенси. Також шотландська монета, вартість якої дорівнювала 4, а пізніше 8 пенсів. Гроути також карбувалися в Нідерландах у XVI-XVII століттях.

## Англія
Гроути карбувалися з 1274 до 1855 року.
Перший гроут був відкарбований за царювання англійського короля Едварда I і був наслідуванням турського гросу, чи грошу французького короля Людовика IX. Порівняно з турським грошем та богемським чи саксонським грошем, англійський гроут був дорожчим: він був 1/54 частиною тауерської марки, тоді як турський грос — 1/61 паризької марки, а інші — 1/68 кельнської марки. На аверсі гроута був зображений сам король Едвард, з титулами герцога Ірландії та Аквітанії, а реверс був розділений на 4 частини хрестом.
Попри високу вартість, вміст срібла в гроуті вже при першому карбуванні був трохи меншим за 4 пенні. Унаслідок Столітньої війни вміст срібла в гроуті впав ще більше. Генріх VIII у 1544 почав випускати гроути 333-ї проби, але 1559 повернувся до традиційної 925-ї проби.

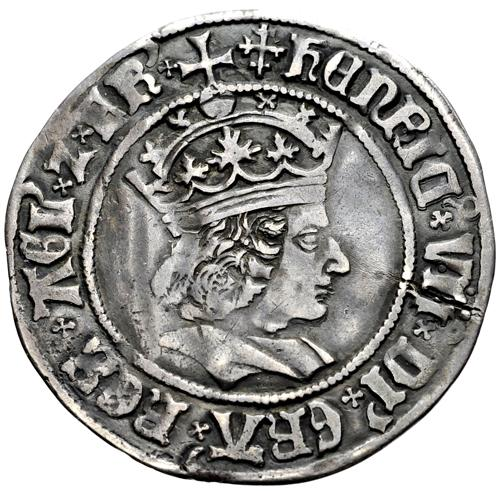
Гроут Генріха VII (бл. 1505)

Гроут був найдорожчою срібною монетою до часів Генріха VII, коли з'явився шилінг. Карбування гроутів припинялося в часи Джеймса I (1603—1625) та в часи Англійської революції (1649—1660).

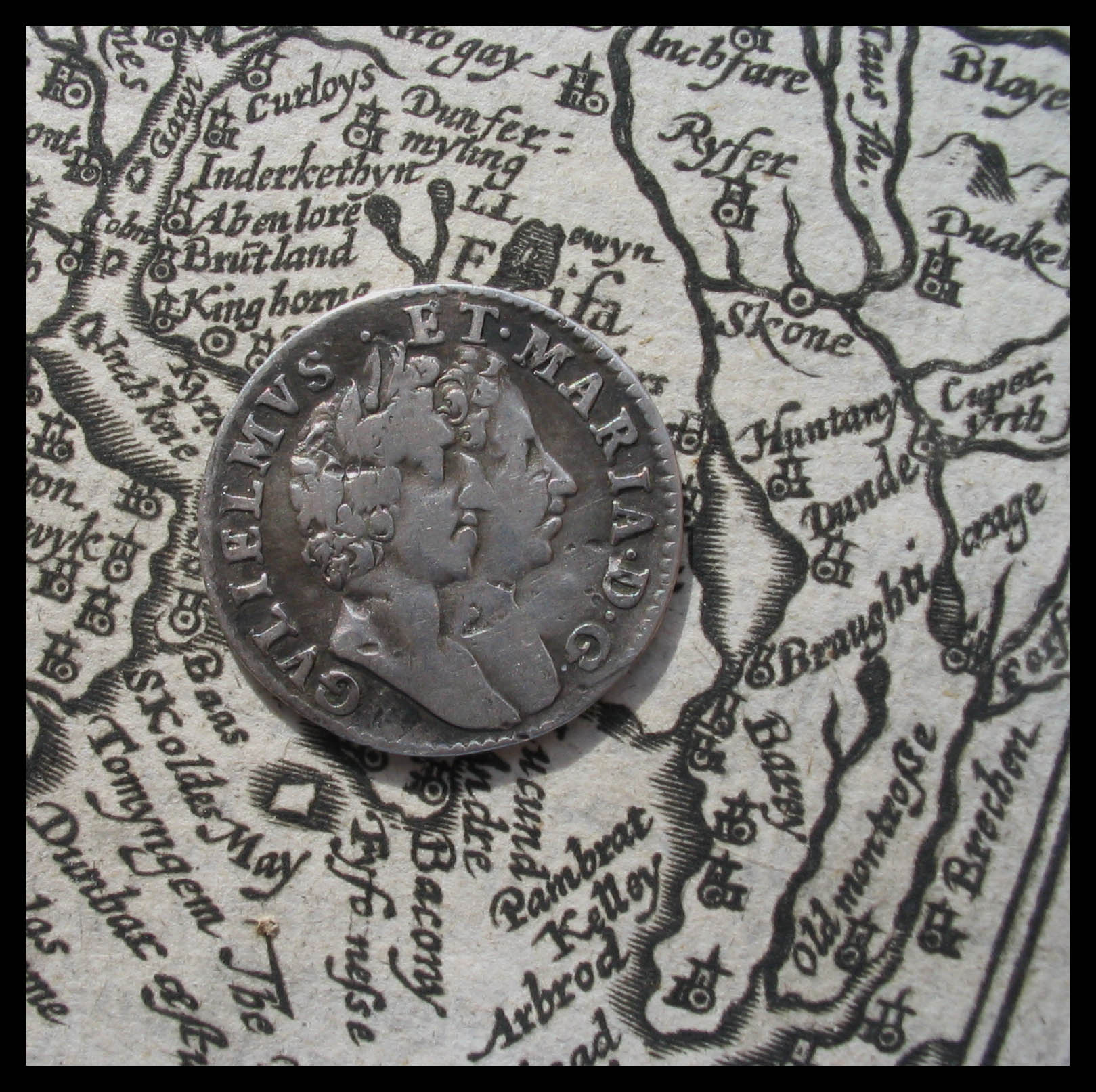
Гроут Вільяма та Мері (1690-ті)

Гроути Едварда I досить рідкісні, часто пошкоджені. Більш-менш регулярним карбування гроутів стало з часів Едварда III. Останній гроут для обігу було викарбовано 1855 року. Окремі тиражі у якості пруф були випущені 1857 та 1862 років, а також окремим колоніальний тираж у 1888 році.
4-пенсовик досі карбується для наборів грошей Монді.

### Особливі монети
У 1494 році претендент на англійський престол Перкін Ворбек викарбував у Бургундії гроут, на звороті якого написані випади вбік чинного короля Генріха VII.

## Бургундія

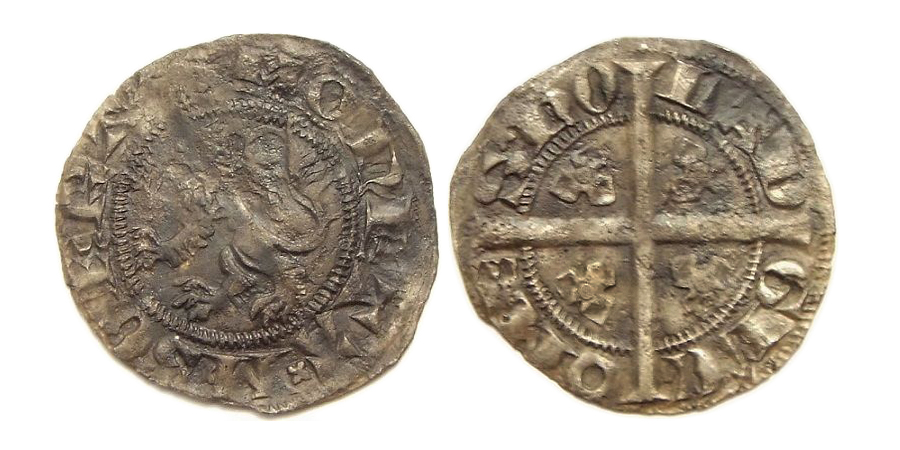
Нідерландський гроут XVI століття

У правління герцога Філіппа Доброго в середині XV століття використовувалося французьке коронне екю (крона), що дорівнювало 40 гроутам, та салют, який дорівнював 48 гроутам. У Бургундських Нідерландах карбувався гульден, який дорівнював 38 чи 40 гроутам. Гроут був основною срібною монетою Фландрії, хоча надалі його змінив подвійний гроут.